# Erik Ahldén
Erik Torsten Ahldén, född 4 september 1923 i Ramsjö församling, Gävleborgs län, död 6 juli 2013 i Stockholm, var en svensk friidrottare (långdistanslöpare).
Ahldén var fyra på 5 000 meter vid OS 1948. Han vann SM-guld på 5 000 meter år 1948 samt i terränglöpning 4 kilometer år 1946.
Erik Ahldén är gravsatt på Värmdö kyrkogård.

### Fotnoter
1. ↑  Sveriges befolkning
1990:
Ahldén, Erik Torsten
2. ↑  ”Erik Torsten Ahldén”. Gravar.se. https://gravar.se/forsamling/varmdo-forsamling-kyrkogardsforvaltning/varmdo/10/erik-torsten-ahlden-3fbc5. Läst 13 juli 2025.